# فرودگاه یوتیان وانفانگ
فرودگاه یوتیان وانفانگ (به لاتین: Yutian Wanfang Airport) یک فرودگاه‌ در چین است که در شهرستان یوتیان (هبئی) واقع شده‌است. این فرودگاه در سال ۲۰۲۰ بنیان‌گذاری‌ شده است.